# ViRGO a.k.a.HAMMER
ViRGO a.k.a.HAMMER (バルゴ エーケーエー ハマー) は、日本のラッパー。ソロ音楽アーティスト。1999年に結成されたRAPグループ2BACKKAのリーダーHAMMERで、1999年に2BACKKA（ツーバッカ）を結成。その後2011年にViRGO a.k.a.HAMMERとして活動。通称ハマー。

## 来歴
- 1999年12月2BACKKAのリーダーとしてHAMMERとして活躍。
- 2000年Diggy-MO'とViRCAN DiMMERを結成。
- 2006年5月31日、アルバム『Sign』でエイベックスよりメジャーデビュー。
- 2010年2BACKKAの休止によりソロプロジェクト「ViRGO a.k.a.HAMMER」として活動開始。
- 2011年"桃太郎物語"を題材に書き下ろしたフルアルバム『貴種流離譚〜上巻〜』をリリース。
- 2012年物語を綴った小説付きのフルアルバム『貴種流離譚〜下巻〜』をリリース。フランスで開催されたJapanExpo2012のメインアクトに出演した。
- 2009年静岡県島田市のシティープロモーションMV「SHIMADA GREENTEA SONG」をプロデュース。
- 2018年ムエタイ二冠王者"鳩選手"の入場テーマソング『勝利のストーリー』をリリース
- 2018年J:COMテレビ番組『横浜人図鑑』『潮風音楽堂』にゲスト出演